# Tabea Hug
Tabea Hug (* 23. Oktober 2002 in Freiburg im Breisgau) ist eine deutsche Schauspielerin.

## Leben
Tabea Hug wuchs in Freiburg im Breisgau auf. Bereits in der Grundschule spielte sie Theater. 2012 erhielt sie die Hauptrolle der Paulina Kulka in der Familienserie Tiere bis unters Dach, die sie von 2013 (Folge 28) bis 2022 (Folge 116) verkörperte. 2016 sah man sie im ersten Freiburger Tatort-Beitrag Fünf Minuten Himmel.
Hug studiert Schauspiel an der Hochschule für Musik und Theater Leipzig. Seit 2025 tritt sie im Staatsschauspiel Dresden auf.

## Filmographie
- 2013–2022: Tiere bis unters Dach (Fernsehserie, 89 Folgen)
- 2016: Tatort – Fünf Minuten Himmel